# Mario & Luigi: Partners in Time
Mario & Luigi: Partners in Time es un videojuego de rol desarrollado por AlphaDream y publicado por Nintendo para la consola portátil Nintendo DS en 2005. Es el segundo juego de la serie Mario & Luigi y secuela de Mario & Luigi: Superstar Saga (2003). En 2015, se reeditó a través de la Nintendo eShop para Wii U bajo la marca de la Consola Virtual.
Aunque se trata de la secuela de Superstar Saga, el argumento no guarda ninguna relación con el de su predecesor, ya que se hace más hincapié en el tema de los viajes en el tiempo, que implica a los protagonistas viajando entre el pasado y el presente del Reino Champiñón. La aventura sigue a Mario, Baby Mario, Luigi, Baby Luigi en su búsqueda de la Princesa Peach, que ha sido secuestrada por una especie alienígena conocida como Shroobs. Las mecánicas se centran en la cooperación entre el cuarteto, que debe utilizar sus cualidades y habilidades específicas para resolver puzles y progresar, y cuenta con diversos elementos de RPG, así como con un sistema de combate por turnos centrado en la precisión de los tiempos.
Partners in Time fue muy bien recibido por la crítica especializada. Al igual que su predecesor, ha sido alabado por su caracterización y estilo cómico, así como por el uso de la doble pantalla de la DS y la función rumble, aunque la utilización de la pantalla inferior en el mundo exterior y en las batallas recibió opiniones dispares. A esta entrega le siguió Mario & Luigi: Bowser's Inside Story, publicado en 2009.

## Sistema de juego
La mecánica de Partners in Time, con su énfasis en los elementos RPG y la resolución cooperativa de puzles, es similar a su predecesor, aunque hay diferencias en el sistema de juego entre ambos. Durante la mayor parte, el mundo se presenta en la pantalla táctil de la DS, mientras que en la superior hay un mapa que muestra información relevante, como la ubicación de cada personaje y los álbumes de guardado. Además, la perspectiva cambia al luchar o acceder al inventario y cuando el cuarteto se separa en dos parejas, donde una es visible en cada pantalla.

### Mundo del juego
El jugador puede controlar a los cuatro protagonistas principales —Mario, Baby Mario, Luigi y Baby Luigi— como cuarteto o, alternativamente, en parejas separadas. Se puede optar por dividir a los adultos de los bebés, lo que suele ser necesario cuando las entradas o los agujeros del mundo son demasiado pequeños para que los adultos puedan acceder a ellos. Estos casos forman varios puzles, en los que sólo se puede ingresar a objetos o interruptores para utilizar las cualidades específicas de los pequeños. Las parejas también pueden realizar movimientos especiales mientras están separadas, que se obtienen a medida que el usuario avanza. Cada acción realizada se asigna a un botón de la DS específico para un personaje, que está presente en la pantalla; pulsar el correspondiente da lugar a la acción.
El título conserva muchos de los aspectos RPG presentes en su predecesor, incluida la interacción con personajes no jugables necesaria para avanzar en la trama y la mecánica. El progreso de cada protagonista se mide por puntos de experiencia, necesarios para «subir de nivel», un proceso por el que se incrementan campos estadísticos relacionados con la batalla, como la velocidad y la potencia. Como en Superstar Saga, también hay una moneda que sirve para comprar objetos y equipamiento que mejoran los atributos, como insignias y ropa.

### Batalla
El sistema de combate es similar al de su predecesor, y la eficacia de un ataque depende de la precisión del tiempo de las distintas acciones. Siguen consistiendo en ataques por turnos llevados a cabo por Mario y Luigi, ahora combinados con las acciones de los bebés. Los «Bros. Moves» —movimientos realizados por Mario y Luigi colectivamente— han sido sustituidos por los «Bros. Items», que son ataques finitos obtenidos en el mundo. Al igual que los «Bros. Moves», son ataques más devastadores que pueden realizar los cuatro personajes juntos. Sólo los adultos reciben daño, aunque los bebés se vuelven vulnerables cuando sus respectivas parejas son eliminadas de la batalla.

## Trama
A diferencia de Superstar Saga, Partners in Time no está ambientado en el Reino Judía, sino en el tradicional Reino Champiñón de la mayoría de los juegos de la serie Mario. Los escenarios presentan una mezcla de localizaciones, desde las que han aparecido en anteriores entregas, como el castillo de Bowser, hasta lugares originales como Koopaseum.

### Historia
El juego comienza en el Castillo de Peach en el pasado, en el Reino Champiñón, cuando Mario, Luigi, Peach y Bowser eran bebés y el Maestro Kinopio era mucho más joven. Mientras tanto en el presente, el Profesor E. Gadd completa su último invento de una máquina del tiempo impulsada por una gema llamada Estrella Cobalto, que se presenta en el castillo. Peach entra y regresa al pasado, pero es incapaz de volver, y deja sólo a un miembro de una especie alienígena conocida como Shroobs dentro de la máquina del tiempo dañada.

### Personajes
Partners in Time cuenta con personajes originales y conocidos. El Profesor E. Gadd da consejos al jugador a lo largo del título, mientras Toadsworth enseña nuevos movimientos y habilidades para progresar en la aventura. Aunque la Peach mayor ha sido secuestrada, Baby Peach es rescatada del pasado al presente por Toadsworth, donde es criada por las versiones vieja y joven de él. Baby Bowser apareció casi al principio en el pasado para secuestrar a Peach, aunque sus planes se vieron interrumpidos por un encuentro con los hermanos Mario y un posterior ataque de los Shroobs. Molesta con frecuencia al cuarteto durante su viaje, robándoles sus fragmentos de la Estrella Cobalto y ataca más tarde al grupo junto al Bowser mayor.
Los Shroobs, introducidos en Partners in Time, son criaturas parecidas a hongos y son los principales antagonistas. El nombre «Shroob» es una corrupción deliberada de la palabra «shroom», abreviatura de «seta». Proceden del «planeta Shroob» y están gobernados por su princesa, que es la principal villana. Tras invadir el Reino Champiñón, ella y su hermana gemela, la anciana, son derrotadas. Diferentes especies de Shroobs —con diseños basados en personajes y enemigos de la franquicia Mario— están presentes a lo largo del juego, como enemigos secundarios y como jefes. AlphaDream también ha introducido a Stuffwell, una maleta parlante creada por E. Gadd que aconseja al usuario y a sus hermanos sobre objetos y accesorios, que almacena.

## Desarrollo
Nintendo presentó Partners in Time en el E3 2005, donde había una demo jugable. Constaba de tres niveles, cada uno acompañado de un tutorial para guiar al usuario. Cada fase tenía un objetivo diferente y representaba las habilidades de los personajes, como el uso del martillo. Entre la presentación en el E3 y su lanzamiento, Nintendo of America reveló detalles relacionados con el argumento y la mecánica, así como el hecho que sería compatible con la función «Rumble Pak». AlphaDream, la desarrolladora de Superstar Saga, también produjo este juego, con colaboradores experimentados en la serie Mario como Kōji Kondō y Charles Martinet trabajando en el soporte sonoro y el doblaje respectivamente. La música fue compuesta por Yoko Shimomura que también se encargó de la banda sonora de Superstar Saga. Partners in Time salió a la venta por primera vez en Norteamérica el 28 de noviembre de 2005. Posteriormente se estrenó en Japón el 29 de diciembre de 2005, en Europa el 27 de enero de 2006, en el Reino Unido el 10 de febrero de 2006 y en Australia el 23 de febrero de 2006.

## Recepción
Partners in Time fue aclamado por la crítica, que alabó el uso de los personajes y el argumento. Craig Harris de IGN elogió el estilo cómico, afirmando que «gran parte del encanto de Mario & Luigi se debe a su enfoque en el humor extraño y poco convencional». A pesar de ello, Ricardo Torres de GameSpot dice que «la comedia autorreferencial que daba fuerza al juego original no es tan frecuente». Jonathan Metts de Nintendo World Report exaltó que volviera a la ambientación tradicional del Reino Champiñón, asegurando que esto daba lugar a personajes y elementos argumentales más definidos. Aunque apreció el uso del humor, Derek Cavin de RPGamer reprochó la trama, al describirla como «una historia básica que no se desarrolla todo lo que podría». La caracterización, en particular, ha sido bien recibida, Eurogamer elogió a Stuffwell, al que comparó con Fawful, un personaje de Superstar Saga.
Los reseñantes elogiaron el uso de la doble pantalla, así como la función Rumble Pak. GameSpot reprochó el uso momentáneo de la pantalla táctil, calificándola de «innecesaria»; John Walker de Eurogamer, también lo criticó y opinó que el título era mejor sin su utilización. Los revisores se quejaron de los controles, expresaron su dificultad para coordinar a los cuatro protagonistas, con problemas surgidos específicamente en encuentros con enemigos y personajes que no estaban siendo controlados. Los cambios en el sistema de combate han tenido una acogida desigual: GameSpot ha alabado las batallas contra jefes, más complicados y «ricos», mientras que Nintendo World Report reprochó la complejidad adicional, al afirmar que «la mayor resistencia de los rivales supera su mayor fuerza, por lo que los combates se hacen cada vez más largas». IGN señaló que «el viaje de Partners in Time empieza un poco demasiado fácil», aunque reconoció que se volvía cada vez más difícil a medida que avanzaba.
Los efectos visuales y la presentación estuvieron bien recibidos, y Eurogamer lo describió como «absolutamente adorable». GameSpot apreció el «toque extra» en la animación conseguido con la DS, aunque la perspectiva hizo que cosas como golpear bloqueos y contraatacar fueran «más complicadas de lo que deberían». Torres también reprochó la banda sonora, calificándola de «eslabón más débil», aunque otros críticos han alabado el audio. En su primera semana de lanzamiento en Japón, vendió 132 726 unidades. Adquirido 1,73 millones de copias en todo el mundo hasta el 30 de junio de 2020. Mario & Luigi: Partners in Time recibió el premio Editors' Choice Award de IGN. Ocupó el puesto cincuenta en la categoría de los «cien mejores juegos de Nintendo» de la revista Official Nintendo Magazine. Durante la novena edición de los Interactive Achievement Awards, la Academia de las Artes y las Ciencias Interactivas lo nominó para el galardón al «Juego portátil del año», que finalmente recayó en Nintendogs.